# Tenisz az 1920. évi nyári olimpiai játékokon
Az 1920. évi nyári olimpiai játékokon a teniszben öt versenyszámban avattak olimpiai bajnokot. A versenyeken a legeredményesebb női teniszező, a francia Suzanne Lenglen két arany- és egy bronzérmet, a legeredményesebb férfi teniszező, a brit Maxwell Woosnam egy arany- és egy ezüstérmet nyert.
Az olimpián magyar sportolók nem vehettek részt.

## Éremtáblázat
(Az egyes számoszlopok legmagasabb értéke vagy értékei vastagítással kiemelve.)
| Az 1920. évi nyári olimpiai játékok éremtáblázata teniszben | Az 1920. évi nyári olimpiai játékok éremtáblázata teniszben | Az 1920. évi nyári olimpiai játékok éremtáblázata teniszben | Az 1920. évi nyári olimpiai játékok éremtáblázata teniszben | Az 1920. évi nyári olimpiai játékok éremtáblázata teniszben | Olimpia  |
| ----------------------------------------------------------- | ----------------------------------------------------------- | ----------------------------------------------------------- | ----------------------------------------------------------- | ----------------------------------------------------------- | -------- |
|                                                             | Ország                                                      | Arany                                                       | Ezüst                                                       | Bronz                                                       | Összesen |
| 1.                                                          | Nagy-Britannia (GBR)                                        | 2                                                           | 3                                                           | 1                                                           | 6        |
| 2.                                                          | Franciaország (FRA)                                         | 2                                                           | 0                                                           | 2                                                           | 4        |
| 3.                                                          | Dél-afrikai Unió (RSA)                                      | 1                                                           | 0                                                           | 1                                                           | 2        |
|                                                             |                                                             |                                                             |                                                             |                                                             |          |
| 4.                                                          | Japán (JPN)                                                 | 0                                                           | 2                                                           | 0                                                           | 2        |
|                                                             |                                                             |                                                             |                                                             |                                                             |          |
| 5.                                                          | Csehszlovákia (TCH)                                         | 0                                                           | 0                                                           | 1                                                           | 1        |
|                                                             |                                                             |                                                             |                                                             |                                                             |          |
| Összesen                                                    | Összesen                                                    | 5                                                           | 5                                                           | 5                                                           | 15       |

## Érmesek
| Az 1920. évi nyári olimpiai játékok érmesei teniszben |                                                          |                                                          |                                                          |
| Versenyszám                                           | Arany                                                    | Ezüst                                                    | Bronz                                                    |
| férfi egyes                                           | Louis Raymond · Dél-afrikai Unió (RSA)                   | Kumagai Icsija · Japán (JPN)                             | Charles Winslow · Dél-afrikai Unió (RSA)                 |
| férfi páros                                           | Nagy-Britannia (GBR) · Oswald Turnbull · Maxwell Woosnam | Japán (JPN) · Kumagai Icsija · Kasio Szeiicsiró          | Franciaország (FRA) · Pierre Albarran · Max Decugis      |
| női egyes                                             | Suzanne Lenglen · Franciaország (FRA)                    | Dorothy Holman · Nagy-Britannia (GBR)                    | Kathleen McKane · Nagy-Britannia (GBR)                   |
| női páros                                             | Nagy-Britannia (GBR) · Kathleen McKane · Winifred McNair | Nagy-Britannia (GBR) · Winifred Beamish · Dorothy Holman | Franciaország (FRA) · Élisabeth d’Ayen · Suzanne Lenglen |
| vegyes páros                                          | Franciaország (FRA) · Suzanne Lenglen · Max Decugis      | Nagy-Britannia (GBR) · Kathleen McKane · Maxwell Woosnam | Csehszlovákia (TCH) · Milada Skrbková · Ladislav Žemla   |